# عين السبع الحي المحمدي
عين السبع الحي المحمدي هي عمالة مغربية في الدار البيضاء تبلغ مساحتها 26.7 كلم² وعدد سكانها هو 407892 نسمة حسب إحصاء 2004 . وتضم احياء متل
- الصخور السوداء
- بلفدير
- حي عين السبع
- الحي المحمدي
- درب مولاي شريف.

1. 1 2  المندوبية السامية للتخطيط (المحرر)، الإحصاء العام للسكان والسكنى لسنة 2024 (ط. 7th)، QID:Q109658514